# Asiento contable
Se denomina asiento contable al conjunto de anotaciones o apuntes contables que se hacen en el libro diario de contabilidad, que se realizan con la finalidad de registrar un hecho económico que provoca una modificación cuantitativa o cualitativa en la composición del patrimonio de una empresa y por tanto un movimiento en las cuentas de la misma.
En el sistema de partida doble cada asiento se compone al menos de dos anotaciones: una al debe y otra al haber. Estas dos posiciones hacen movimientos inversos, y afectan al activo o al pasivo, y se fundamentan por el hecho de que todo asiento afecta al menos a dos cuentas y cada movimiento tiene una contrapartida.

## Datos del asiento contable
Aunque nada especifica la normativa legal, la siguiente información es usual:
- Fecha de la anotación.
- Número de orden del asiento a lo largo del ejercicio.
- Cuentas que intervienen (con su código y denominación).
- Importes asociados a cada cuenta, señalando si son débitos o créditos.
- Breve descripción de la operación.

## Clasificación de los asientos contables
Asientos por su fondo
- Asientos de apertura: son registros que recogen al inicio de un ejercicio la situación económica-financiera de la empresa en dicho momento. Son el inverso de los asientos de cierre que se llevaron a cabo en el ejercicio anterior.
- Asientos operativos del ejercicio: recogen, en el orden cronológico, las operaciones con trascendencia contable que tienen lugar en la empresa a lo largo de un ejercicio.
- Asientos de ajuste: son registros que permiten incorporar operaciones pendientes o desviaciones y distorsiones que al final del ejercicio hayan sido detectadas, para alcanzar la imagen fiel de la situación económico-financiera y patrimonial en esa fecha. Registran las calificadas como operaciones de cierre de ejercicio, ajustes del valor de las existencias, periodificaciones  imputaciones temporales, amortizaciones y pérdidas por deterioro del valor de los elementos patrimoniales y provisiones.
- Asientos de regularización: son registros formales de carácter técnico que saldan y cierran las cuentas de gastos e ingresos, trasladando sus saldos a la cuenta Resultado del ejercicio.
- Asiento de cierre: es un registro formal técnico, cuya única finalidad es cerrar todas las cuentas que mantengan saldo al finalizar cada ejercicio. Mediante esta técnica se cargan todas las cuentas que mantengan saldo acreedor, por el importe de su saldo, y se abonan todas las que lo mantengan deudor. Este asiento es el inverso del asiento de apertura del siguiente ejercicio.

Asientos por su forma
Los asientos por su forma son aquellos registros que se exponen en comprobantes de diario con la finalidad de reflejar el número de cuentas que intervienen en una transacción, y se subclasifican en asientos simples y compuestos.
- Los asientos simples o sencillos. Son aquellos registros que se exponen en comprobantes de diario, donde intervienen únicamente dos cuentas, una que se carga y la otra que se abona.

- Los asientos compuestos o dobles. Son aquellos que se exponen en comprobantes de diario donde intervienen necesariamente más de dos cuentas, sin límite.

## Ejemplo de asiento contable
para dar inicio a su actividad la  sociedad «el cosechero» con responsabilidad limitada recibe aportes de sus socios:
el primer socio aporta $50,000,000
• el segundo socio aporta $2,000,000
• el tercer socio aporta un terreno valorado en $140,000,000.
• el 4 socio aporta una camioneta valorada en $ 38,000,000
• el 5 socio aporta una bodega por 10,000,000 el cual a deuda $300,000 (la empresa asume la deuda)
| descripción                       | Debe        | Haber       |
| --------------------------------- | ----------- | ----------- |
| Caja general                      | 52,000,000  |             |
| terrenos                          | 140,000,000 |             |
| camioneta                         | 38,000,000  |             |
| bodega                            | 10,000,000  |             |
| otros                             | 10,000,000  |             |
| Cuotas o partes de interés social |             | 239,700,000 |

Los estados financieros son posibles gracias a los asientos contables individuales que recogen la información de cada movimiento y transacción llevada a cabo en un periodo determinado.El asiento contable es la base de la contabilidad, ya que cada hecho o transacción que realice la empresa debe ser registrado utilizando precisamente un asiento contable. A partir del asiente contable es que se hace la contabilidad.